# Qualificazioni al campionato mondiale femminile di calcio 2019 - UEFA - Fase a gironi, gruppo 6

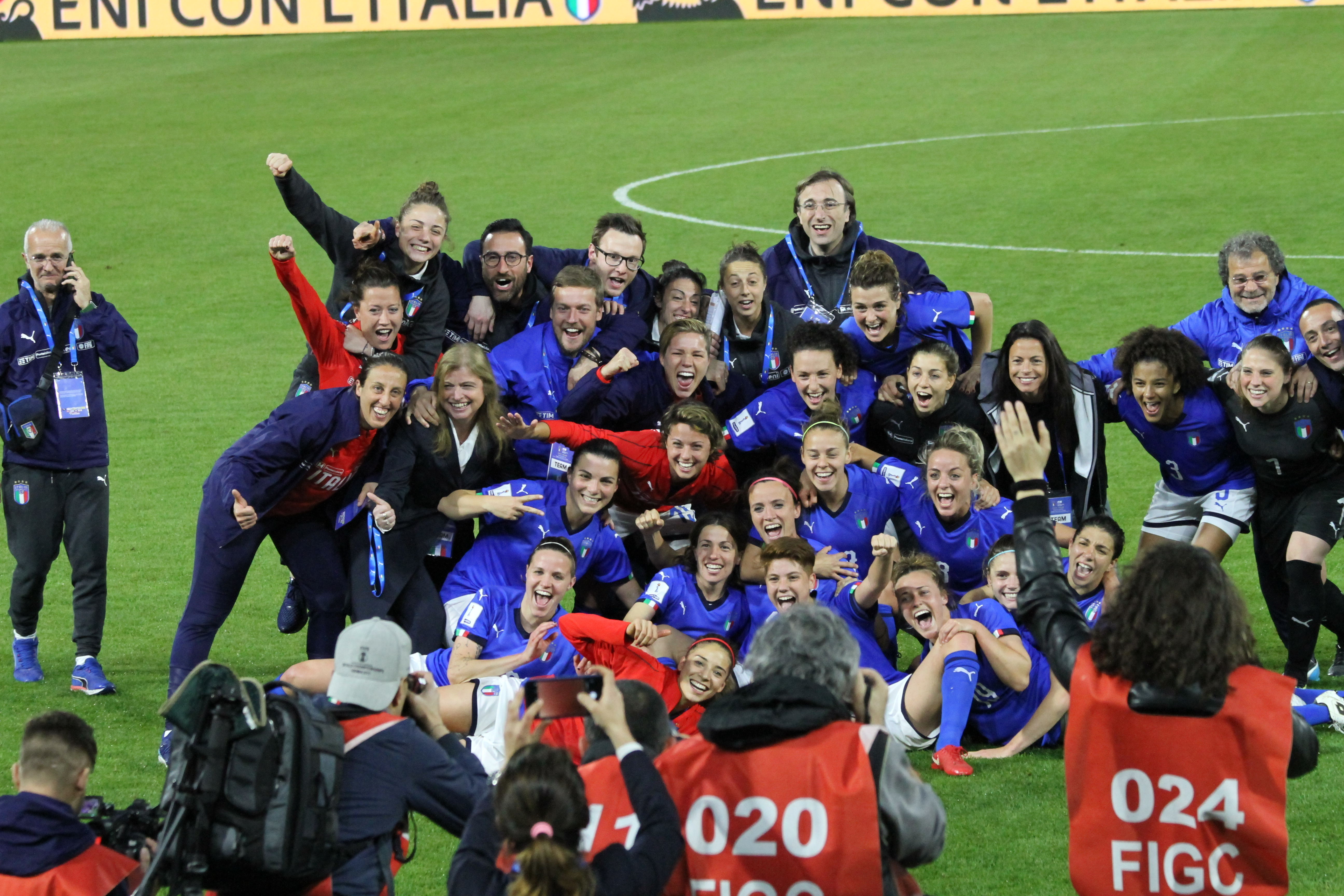
L'Italia festeggia dopo il successo sul Belgio (2-1) del 10 aprile 2018: primeggiando nel gruppo 6 con sette vittorie e un'unica, ininfluente sconfitta a qualificazione acquisita, le azzurre riguadagnano l'accesso alla fase finale di un Mondiale a vent'anni dall'ultimo loro precedente.

Il gruppo 6 della sezione UEFA della qualificazioni al campionato mondiale femminile di calcio 2019 è composto da cinque squadre: Italia, Belgio, Romania, Portogallo e Moldavia (qualificatasi tramite i preliminari). La composizione dei sette gruppi di qualificazione della sezione UEFA è stata sorteggiata il 19 gennaio 2017.

## Formula
Le cinque squadre si affrontano in un girone all'italiana con partite di andata e ritorno, per un totale di 10 partite. La squadra prima classificata si qualifica direttamente alla fase finale del torneo, mentre la seconda classificata accede ai play-off qualificazione solamente se è tra le prime quattro tra le seconde classificate dei sette gruppi di qualificazione.
In caso di parità di punti tra due o più squadre di uno stesso gruppo, le posizioni in classifica vengono determinate prendendo in considerazione, nell'ordine, i seguenti criteri:
1. maggiore numero di punti negli scontri diretti tra le squadre interessate (classifica avulsa);
2. migliore differenza reti negli scontri diretti tra le squadre interessate (classifica avulsa);
3. maggiore numero di reti segnate negli scontri diretti tra le squadre interessate (classifica avulsa);
4. maggiore numero di reti segnate in trasferta negli scontri diretti tra le squadre interessate (classifica avulsa), valido solo per il turno di qualificazione a gironi;
5. se, dopo aver applicato i criteri dall'1 al 4, ci sono squadre ancora in parità di punti, i criteri dall'1 al 4 si riapplicano alle sole squadre in questione. Se continua a persistere la parità, si procede con i criteri dal 6 all'11;
6. migliore differenza reti;
7. maggiore numero di reti segnate;
8. maggiore numero di reti segnate in trasferta (valido solo per il turno di qualificazione a gironi);
9. tiri di rigore se le due squadre sono a parità di punti al termine dell'ultima giornata (valido solo per il turno preliminare e solo per decidere la qualificazione al turno successivo);
10. classifica del fair play (cartellino rosso = 3 punti, cartellino giallo = 1 punto, espulsione per doppia ammonizione = 3 punti);
11. posizione del ranking UEFA o sorteggio.

## Classifica finale
| Pos | Squadra    | Pt | G | V | N | P | GF | GS | DR  |
| --- | ---------- | -- | - | - | - | - | -- | -- | --- |
| 1.  | Italia     | 21 | 8 | 7 | 0 | 1 | 19 | 4  | +15 |
| 2.  | Belgio     | 19 | 8 | 6 | 1 | 1 | 28 | 6  | +22 |
| 3.  | Portogallo | 11 | 8 | 3 | 2 | 3 | 22 | 8  | +14 |
| 4.  | Romania    | 5  | 8 | 1 | 2 | 5 | 7  | 15 | -8  |
| 5.  | Moldavia   | 1  | 8 | 0 | 1 | 7 | 2  | 45 | -43 |

## Risultati
| Arbitro: | Zuzana Kováčová |

|                                                           |           |  |
| Sabatino 9’ Bonansea 22’ Girelli 33’, 60’ Bergamaschi 38’ | Marcatori |  |

| Arbitro: | Monika Mularczyk |

|  |           |                       |
|  | Marcatori | 77’ (aut.) Corduneanu |

| Arbitro: | Eszter Urban |

| |           |  |
| Cayman 3’, 55’, 60’ (rig.), 70’ Wullaert 26’, 29’, 38’ Philtjens 35’ Deloose 62’ Vanmechelen 65’ De Caigny 69’ Colesnicenco 84’ (aut.) | Marcatori |  |

| Arbitro: | Marte Sørø |

|                              |           |                  |
| Cayman 30’, 37’ Wullaert 87’ | Marcatori | 38’ Dușa 53’ Rus |

| Arbitro: | Karolina Radzik-Johan |

|                               |           |  |
| Girelli 51’, 76’ Bonansea 78’ | Marcatori |  |

| Arbitro: | Anastasija Pustovojtova |

|  |           |               |
|  | Marcatori | 47’ De Caigny |

| Arbitro: | Tanja Subotič |

| |           |  |
| C. Mendes 19’ Cuşinova 32’ (aut.) Costa 47’, 83’ Di. Silva 63’ Do. Silva 72’ (rig.) Marques 79’, 90+2’ | Marcatori |  |

| Arbitro: | Ivana Projkovska |

|                                 |           |           |
| Voicu 27’, 52’ Miron 59’ (aut.) | Marcatori | 51’ Miron |

| Arbitro: | Marta Huerta De Aza |

|  |           |              |
|  | Marcatori | 37’ Sabatino |

| Arbitro: | Shona Shukrula |

|          |           |                                                        |
| Toma 43’ | Marcatori | 8’ Tucceri Cimini 30’ (aut.) Colesnicenco 76’ Giacinti |

| Arbitro: | Esther Staubli |

|                 |           |                        |
| De Caigny 90+1’ | Marcatori | 90+4’ (rig.) Do. Silva |

| Arbitro: | Katalin Kulcsár |

|                         |           |                   |
| Rosucci 42’ Girelli 80’ | Marcatori | 37’ (rig.) Cayman |

| Chișinău 10 aprile 2018, ore 18:00 CEST | Moldavia      | 0 – 0 referto | Romania | Stadio Zimbru (2 330 spett.)\| Arbitro: \| Vesna Budimir \| |
| Arbitro:                                | Vesna Budimir |               |         |                                                             |

| Arbitro: | Pernilla Larsson |

|                                      |           |  |
| Girelli 4’ Salvai 13’ Bonansea 90+1’ | Marcatori |  |

| Arbitro: | Marina Višnjić |

|  |           | |
|  | Marcatori | 45’, 88’ Cayman 49’ Vande Velde 65’ Zeler 77’ Biesmans 80’ (aut.) Colesnicenco 83’ (rig.) Wullaert |

| Arbitro: | Ewa Augustyn |

|            |           |            |
| Mihail 34’ | Marcatori | 39’ Norton |

| Arbitro: | Irena Velevačkoska |

|  |           |                                                                       |
|  | Marcatori | 21’ Mendes 35’ Norton 39’, 41’ Marques 85’, 88’ Di. Silva 90+1’ Pinto |

| Arbitro: | Lina Lehtovaara |

|  |           |                   |
|  | Marcatori | 84’ Van Kerkhoven |

| Arbitro: | Florence Guillemin |

|                     |           |                    |
| Vanmechelen 6’, 35’ | Marcatori | 30’ (rig.) Girelli |

| Arbitro: | Gyöngyi Gaál |

|                                                   |           |          |
| Leite 30’, 53’ Nagy 42’ (aut.) Di. Silva 59’, 90’ | Marcatori | 3’ Bâtea |

## Statistiche

### Classifica marcatrici
9 reti
- Janice Cayman (2 rig.)

7 reti
- Cristiana Girelli (1 rig.)

5 reti
- Tessa Wullaert (1 rig.)
- Diana Silva (1 rig.)

4 reti
- Tine De Caigny
- Vanessa Marques

3 reti
- Davinia Vanmechelen
- Barbara Bonansea

2 reti
- Daniela Sabatino
- Carole Costa

- Carolina Mendes
- Andreia Norton

- Dolores Silva (1 rig.)
- Andreea Voicu

1 rete
- Julie Biesmans
- Laura Deloose
- Davina Philtjens
- Chloe Vande Velde
- Ella Van Kerkhoven
- Aline Zeler

- Valentina Bergamaschi
- Valentina Giacinti
- Martina Rosucci
- Cecilia Salvai
- Linda Tucceri Cimini
- Eugenia Miron

- Ana Cristina Oliveira Leite
- Fátima Pinto
- Mara Bâtea
- Cosmina Dușa
- Isabelle Mihail
- Laura Rus

Autoreti
- Nadejda Colesnicenco (2 pro Belgio e 1 pro Italia)
- Olga Cuşinova (1 pro Portogallo)
- Eugenia Miron (1 pro Romania)
- Andreea Corduneanu (1 pro Italia)
- Melinda Magdolna Nagy (1 pro Portogallo)